# Anneke Brassinga
Anneke Brassinga (Schaarsbergen, 20 augustus 1948) is een Nederlandse dichteres, prozaïst, essayist en literair vertaler. De belangrijkste prijzen die haar ten deel vielen zijn de Martinus Nijhoff Vertaalprijs die ze niet wilde accepteren (1978), de Constantijn Huygens-prijs (2008) en de P.C. Hooft-prijs (2015), voor haar poëtisch oeuvre van vijfhonderd bladzijden.
De kern van Brassinga's werk bestaat volgens criticus Piet Gerbrandy uit '[v]echtlust, geestige dwarsheid en grondeloze melancholie'. Zij raakt in haar poëzie, aldus de typering van criticus Paul Demets, 'allerlei onheil aan dat met de vergankelijkheid gemoeid is, maar bij haar krijgt dat een soort dragelijke lichtheid.' Brassinga wordt meestal gezien als postmodernist, maar koestert zelf bezwaren tegen de vrijblijvendheid die deze rubricering volgens haar aankleeft en rekent zich eerder tot de surrealisten.
In 1975 verscheen Brassinga's eerste vertaling (van George Orwell), in 1987 haar eerste poëziebundel en in 1993 haar eerste prozawerk. Naar eigen zeggen is zij in haar poëzie vooral beïnvloed door J.H. Leopold.

## Levensloop
Brassinga volgde van 1967 tot 1972 de opleiding Literair vertalen aan de Universiteit van Amsterdam. In 1975 verscheen haar eerste vertaling, De jaren in Birma van George Orwell. Ze maakte daarna naam met vertalingen van onder anderen Oscar Wilde, Vladimir Nabokov, Samuel Beckett, Patricia Highsmith, W.H. Auden, Hermann Broch, Jean Jacques Rousseau, Marcel Proust, en Jules Verne.  In 1978 werd haar voor de vertaling van Vladimir Nabokovs The Gift de Martinus Nijhoff-prijs toegekend. Ze weigerde die in ontvangst te nemen. Ze vond dat, door de boycot van een groot aantal vertalers, de jury slechts kon kiezen uit een kleine groep kandidaten.
Al in 1974 publiceerde ze proza en poëzie in het literaire tijdschrift De Revisor onder het pseudoniem A. Tuinman. In 1987 verscheen eindelijk Brassinga's eerste reguliere, niet-bibliofiele poëziebundel, Aurora. De bundel Ariel van Sylvia Plath, die ze in 1980 vertaalde, trof haar sterk door het authentieke en heftige karakter: 'Toen ben ik zelf ook gedichten gaan schrijven.' In 1993 verscheen haar eerste prozabunel, Hartsvanger. In november 2008 ontving zij de Constantijn Huygensprijs voor haar hele oeuvre, volgens de jury 'een uniek universum van taal, waarin ze voortdurend zoekt naar een balans tussen de wereld van woorden en de echte, die van gras, vlees, botten, liefde. Razend knap, geestig, ontroerend, soms ergerniswekkend, nooit gemakkelijk.'
Op de vraag van welke dichters invloed op haar is uitgegaan, antwoordde de auteur: 'Ik heb altijd het gevoel dat ik door Leopold beïnvloed ben. Daar heb ik zo ontzettend veel in gelezen, daar moet ik echt helemaal doordrenkt van zijn.'
In 1988 trouwde Brassinga met de grafisch kunstenaar en bibliofiel drukker Peter Yvon de Vries. Van haar werk verschijnen dan ook 'prachtige bibliofiele uitgaven.' Over haar levenswijze als kluizenaar heeft de auteur in een interview gezegd: 'Afzondering is goed voor mijn concentratie en ik houd er een soort onschuldigheid bij. Ik kom beter tot mijn eigen dingen.'
Anneke Brassinga woont afwisselend in Amsterdam, Parijs en Berlijn.

## Vertaler
Brassinga vertaalde onder meer Oscar Wilde, Jules Verne, Hermann Broch, Vladimir Nabokov, E.M. Forster en Sylvia Plath. Ze ontving veel lof voor haar vertalingen, die volgens criticus Chris Keulemans 'het origineel ... evenaren in complexiteit en taalgevoeligheid'. Nabokov-kenner Hugo Brandt Corstius vergeleek (als Battus) haar vertaling van Nabokovs De verdediging, een oorspronkelijk in het Russisch geschreven roman, met Nabokovs eigen Engelse vertaling uit 1964 en de eerdere Nederlandse vertaling van M. en L. Coutinho uit 1967. Brassinga's werkstuk noemt hij 'een nieuwe, betere, vertaling', want 'eigenlijk is er maar één punt dat ik Coutinho tegen Brassinga zie scoren.'
Volgens Barber van de Pol in De Gids was het vertalen van Herman Melvilles laatste roman The Confidence-Man (1857), volgens haar gekenmerkt door 'verneukeratief' taalgebruik, Brassinga op het lijf geschreven: 'Dit boek hoort, denk je, bij deze vertaalster, die er immers als dichteres blijk van geeft het woordspel, het bijzondere idioom en een soort euforische barok te koesteren.'
Brassinga ervaart dat vertalingen naarmate de jaren verstrijken niet vlotter maar juist langzamer tot stand komen: 'Je wordt gewetensvoller, nauwkeuriger.' Ook wanneer een vertaling eenmaal is verschenen houdt de verantwoordelijkheid van de vertaler niet op: 'Als de boeken die ik vertaald heb, herdrukt worden, ga ik er liefst opnieuw helemaal doorheen.'

## Poëzie
Het vertaalwerk bracht Brassinga het besef bij dat de mogelijkheden om een anderstalig werk zo precies mogelijk te benaderen, een grote verantwoordelijkheid voor het taalgebruik impliceert. In haar poëzie, die zich ook kenmerkt door een belangstelling voor de natuur, is de taal zelf een thema.
Naast humor en pastiche benut Brassinga zowel associatieve verbanden als nuances in betekenis. De poëzie, concludeert de letterkundige G.J. van Bork, krijgt aldus de gedaante van 'een proeftuin', dat wil zeggen 'een woordspel dat nu eens associatief, dan weer bespiegelend en soms zelfs melancholiek of kolderiek is.' Criticus Arjan Peters spreekt van 'nu eens exuberante, dan weer ingetogen, maar altijd eigenzinnige poëzie.' Thematisch ontwaart ook hij veel 'natuurbeelden' en 'woordliefde', maar ook 'veel vergeefse liefdes' en 'in memoriams voor dierbaren'. Literatuurhistoricus Hugo Brems ziet de intertekstuele verwijzingen als onderdeel van 'een wilde keten van associaties' waaraan ook de vorm, klank, en betekenis van een woord, verbanden met andere talen en persoonlijke herinneringen bijdragen. De lezer kan hierin een 'vrijblijvend taalspel' zien, maar ook een demonstratie van hoe betekenissen 'uitwaaieren, wanneer verbeelding, spel en de materialiteit van de taal het creatieve proces gaan leiden.'
Het juryrapport van de P.C. Hooft-prijs prijst met name het rijke taalgebruik en noemt het oeuvre 'een geestverruimend heelal van taal' waarin per gedicht 'onvermoede vergezichten van zeggingskracht' voor de lezer opdoemen. Daarnaast prijst de jury het plezier waarmee de dichter zich ontfermt over 'bijna vergeten of in onbruik geraakte woorden'. Ook is er waardering voor de variatie aan bronnen waaruit Brassinga put, afkomstig uit 'talloze literaturen, tradities en milieus, van academie tot markt, straat en kroeg.' De hoge status van de poëzie boezemt de auteur enig wantrouwen in, omdat die lang niet altijd wordt waargemaakt. Zij keert zich tegen 'de traditie van eerbied en verhevenheid rond het genre. Tegelijkertijd bestaat er veel plichtmatige productie.'
Al vanaf haar eerste publicaties zijn volgens Gerbrandy ogenblikken van geluk en helderheid aan te wijzen, doorgaans verbonden met intense ervaringen uit de natuur of de muziek. Hij ziet in haar werk 'een dwarse geest die haar aanwezigheid in dit tranendal als een komische vergissing lijkt te zien.' Ook speelt Brassinga het klaar om muziek te herscheppen tot een geslaagd gedicht, een exercitie die bij mindere dichters slechts tot 'pretentieus geneuzel' leidt. Aanzienlijk minder waardering heeft Gerbrandy voor de neiging tot woordspel, niet alleen omdat de auteur soms met 'tamelijk flauwe teksten' volstaat, maar haar exuberantie ook geregeld 'niet in de hand lijkt te hebben' en dan de taal geweld aandoet.

### Aurora(1987)
Verwijzingen naar andere bronnen, van poëzie tot kinderliedjes, zijn al aanwijsbaar vanaf haar debuut Aurora, morgenrood, dat intertekstuele connecties met onder meer Herman Gorter, J.J. Slauerhoff, Hans Lodeizen vertoont. Ook zijn sporen van Leopold, Marsman, Jacques Perk en Van Geel aanwijsbaar. Natuurbeelden in het debuut betreffen de zee en de maan, de Hautes Fagnes en de Veluwe, winter en zomer, en dieren als de pinguïn en pauw.
Criticus Chris Keulemans was in De Waarheid teleurgesteld in het naar zijn idee te vrijblijvende debuut: ‘voor Brassinga is poëzie vakantie.’ In het gedicht Struweel treft hij aan: “Teveel binnenrijm, teveel dubbele deelwoorden. Teveel ontroering om wat er te zien is.” Bovendien meent hij dat de dichter is gevallen in “de valkuil voor bijna ieder liefdesgedicht: je reinste chanson.”
Even zuinig oordeelt Michaël Zeeman in de Leeuwarder Courant, zij het om tegengestelde redenen, want hem stoort juist het “haast cryptogrammatische” van veel gedichten. In zijn ogen gaat het om “tamelijk gekunstelde materie” en dat in twee opzichten: “in beelden, die soms heel gecompliceerd en daarmee gezocht aandoen, en ook in de geforceerd speelse taal.” Zeeman meent dat de dichter “gebukt gaat onder een teveel aan waarneming en zich daar niet meer van kan losmaken.” Daarnaast spreekt hij van “dikdoenerige klankrijmen en alliteraties” en van “onzinnige na-aperij van een enkel geslaagd gedicht uit de jaren vijftig of zestig, waar wij in de jaren zeventig zelfs in onze schoolkrantjes niet meer mee durfden aankomen.” De intertekstuele verwijzingen naar onder meer Lodeizen zijn naar zijn indruk “niet altijd even opzettelijk tot stand gekomen”. Al met al is Brassinga voor hem “een heel bescheiden talent.” Ook poëziecriticus Guus Middag sprak al meteen bij dit debuut het vermoeden uit dat de vele intertekstuele verwijzingen geen poëticale implicaties hebben, maar zich voordoen als een toevalligheid.

### Landgoed(1989) enThule(1991)
In de twee volgende bundels, Landgoed (1989) en Thule (1991), krijgt volgens literatuurwetenschapper Odile Heynders de taal een grotere rol als motief. Het gaat minder om wat er gezegd wordt en meer om de manier waarop. Landgoed telt drie afdelingen, Landgoed, Woorden en Nabestaan, waarvan de tweede afdeling zes gedichten telt die aanvankelijk als prozacolumns in NRC Handelsblad verschenen onder de titel Words, woords, woorden. De bundel Thule, die haar naam ontleent aan het openingsgedicht De koning in Thule over een Viking, telt twee afdelingen, IJszee en Gras. Volgens criticus Remco Ekkers is het gras 'verbonden met leven, met aarde, met geluk, met mooie dingen die je kunt zien als je je ogen de kost geeft', terwijl de eerste afdeling 'reacties, reflecties op een reis naar IJsland' behelst. Ekkers, volgens wie het gedicht Web “natuurlijk heel goed poëticaal te lezen” is, meent dat de kracht van Brassinga's poëzie “schuilt in de verrassende beelden en in hoe het ene beeld zich ontwikkelt uit het andere.” Op basis van het gedicht Wereldbeeld trekt Ekkers de slotsom dat het de dichter thematisch gaat om “haar protest tegen het verlangen naar de dood.”

### Zeemeeuw in boomvork(1994)
Brassinga's vierde bundel, Zeemeeuw in boomvork (1994), is volgens Heynders in meerdere opzichten een stap vooruit. Zo is het construeren van woorden overtuigender gedaan (het uitproberen en in een vervreemdende context plaatsen van 'nieuwe' woorden) en het woordmateriaal wint, gescheiden van poëtische conventies, aan belang. Als gevolg leveren de gedichten eerder een - fragmentarische - voorstelling op dan een herkenbare mededeling.

### Huisraad(1998) enVerschiet(2001)
De bundels Huisraad (1998) en Verschiet (2001) zetten de stijgende lijn voort. Hier treft men nog steeds dezelfde motieven aan, namelijk allusies op andere literatuur, natuurbeelden, de interesse in woordconstructies en ironie om de eigen persoon op afstand te houden. Maar door de grotere afwisseling in toon en ritme, een krachtiger stem, en een grootsere thematiek is deze poëzie 'krachtiger en indrukwekkender dan die in de eerste vier bundels.'

### Ontij(2010)
De bundel Ontij uit 2010 opent met een afdeling 'Fysica' die is geïnspireerd op de Fysica van Aristoteles, De mechanisering van het wereldbeeld van wetenschapshistoricus E.J. Dijksterhuis en de Algemene Nederlandse Spraakkunst (ANS). Het gedicht Rakelings hieruit is een 'kleine groet' aan K.L. Poll, die ooit een bundel met die titel publiceerde. Met deze afdeling stond de auteur voor ogen 'een reeks te schrijven waarbij ik veel dingen van buiten incorporeerde; met objets trouvés.' Het noemen van namen duidt niet steevast op bewondering. Van het trio Job, Vincent en Ida vindt Brassinga Job 'zo verschrikkelijk mooi in de Statenvertaling' en het proza van Van Gogh 'godswonderlijk prachtig', maar bij Ida ging het haar alleen om de 'vertederende naam', want op de poëzie van Gerhardt is ze niet erg gesteld: 'daar zit vaak een martiale verbittering in waarmee ik weinig voeling heb.'

### Het wederkerige(2014)
Naar aanleiding van de verschijning van Het wederkerige in 2014 reageerde Brassinga instemmend op de indruk van interviewer Koen van Baelen dat haar poëzie 'beschouwelijker' is geworden: 'Vroeger leefde ik meer in een roes van allerlei emoties, terwijl ik nu een dubbele blik heb.' De titel heeft betrekking op het verlangen bij gestorven geliefden te zijn. 'Niet echt natuurlijk, want anders zat ik hier niet, maar in de poëzie kun je dat heel goed sublimeren.' Zo wordt de reeks 'Orfisch', die draait om het verlangen om met een geliefde overledene te communiceren, afgesloten met een gedicht waarin dat verlangen  werkelijkheid wordt. Het eerste gedicht, 'Romantisch', gaat over de tijd dat dichters als Shelley geloofden dat poëzie iets teweeg kon brengen. Nu deze hoop vervlogen is, 'schrijven de meeste dichters (...) gedempt cynisch of ironisch.' Zelf werkt Brassinga vanuit een geloof in de taal als 'voertuig voor bijgeloof, bijvoorbeeld in het kinderlijke in de mens, of in onschuld.' In De Groene Amsterdammer signaleert Piet Gerbrandy erudiete toespelingen, namelijk op het werk van Adriaan Roland Holst ("Zeedorps vorst", in het gedicht 'Aan de Nesdijk'), het werk van H.H. ter Balkt ("De balk tussen schorsvelden vonkt van woorden", in het gedicht 'Auf Flügeln des Gesanges') en het werk van Gerrit Kouwenaar ("De ene hand en de andere, zomaar ongezien/ komen ze elkaar tegen op één buik", in het gedicht 'Mirakel'). Daarnaast wordt verwezen naar Sigmund Freud, Heinrich Heine, Erasmus en Johan Huizinga. Bovendien zijn gedichten gewijd aan Walt Whitman, T.S. Eliot en Stéphane Mallarmé.
In poëzietijdschrift Awater merkt Matthijs Ponte op dat niet alleen de dood een belangrijk motief is, maar Brassinga zich in de bundel ook 'nadrukkelijk tot de Romantiek' verhoudt, en dan vooral tot 'het optimistische, speculatief-metafysische karakter' ervan. Ook wijst Ponte op de 'filosofische inzichten, prachtige vondsten en rake beelden' die voortkomen uit de 'uiterst grondige en secure kennis van de Nederlandse taal' van de dichter. Het gedicht '‘Tak the dede’' noemt hij een hoogtepunt in de bundel.

### Verborgen tuinen(2019)
De bundel Verborgen tuinen uit 2019 telt honderd bladzijden en is verdeeld in vier afdelingen,waaronder 'Berlijn, 2014' en een 'duet' met Boëthius-vertaler Piet Gerbrandy. Janita Monna sprak in Trouw van een 'schitterende nieuwe bundel' en inventariseerde de inmiddels vertrouwde elementen van de soms plechtstatige taal: citaten en allusies, inversies, archaïsmen, nieuwe samenstellingen als 'haatbegeren' en 'superschitterlipgloss'. Daarnaast combineert Brassinga ernst en humor. De onderwerpen lopen uiteen van het uitspansel, leermeesters tot de 'appelbollen van bakker Meijssen'.

## Proza
Brassinga schrijft volgens Piet Gerbrandy 'indringende prozaboeken waarin essayistiek, autobiografie en fictie naadloos in elkaar overgaan.' Hapschaar (1993), Brassinga's tweede prozawerk, is het resultaat van een poging om een roman te schrijven, maar het werd, in de woorden van de auteur zelf, 'een soort encyclopedie, met losse lemma's.' Het boek bevat onder meer autobiografisch materiaal. Zo komt de zelfmoord door verdrinking van haar 82-jarige moeder ter sprake en haar eigen ervaringen met anorexia, waarbij 'het vasten tot hartstocht' wordt.
Tegenover het poëzietijdschrift Awater verklaarde Brassinga liever essays dan poëzie te schrijven, want 'een essay kun je veel makkelijker zoekenderwijs schrijven, omdat iedere lezer snapt dat je iets zoekt.'
'Ik hou ontzettend veel,' aldus Brassinga over haar eigen smaak in proza, 'van lange, ingewikkelde stapelzinnen en van proustiaans meanderende zinnen waarin je de gedachtegang van de schrijver kunt volgen alsof hij hem al schrijvend aan het bedenken en uitwerken is. Natuurlijk kan dat ook in korte zinnetjes, maar ik krijg een wellustig gevoel bij een lange, goed in elkaar zittende, elastische zin, als een ding op zichzelf. Ook door de muzikaliteit, het symfonische. Bij Hermans heb ik wel mooie korte zinnen gelezen. Maar in het hedendaags proza wordt de korte zin ernstig misbruikt.'
In haar proza springt Brassinga vaak naadloos over van natuurbeschrijving naar persoonlijke ontboezemingen en beschouwingen over haar geliefde schrijvers. Van dit laatste noemt Gerbrandy het essay over Proust uit Bloeiend puin 'een schitterend opstel'.

## Thematiek
Literatuuronderzoeker Odile Heynders noemt 'de kwetsbaarheid van het schone de grondslag waarop alles rust' bij Brassinga. Na haar derde bundel begint Brassinga zichzelf meer te relativeren. 'Misschien,' zo suggereert zij in Het zere been (2002), is het juist 'de beweging tegen het persoonlijke in waardoor de stem van de kunstenaar zijns ondanks onverwisselbaar wordt, en uniek.' Deze paradox acht Heynders karakteristiek voor het werk van Brassinga zelf. De veelal compacte gedichten zijn vaak 'prettig ontnuchterend' en vrij van een diepere betekenis: Brassinga heeft 'geen existentiële waarheid' te verkondigen.
Hoewel de auteur het brute in de natuur altijd heeft onderkend, is haar natuuropvatting in de loop der jaren grimmiger geworden, want zij is er inmiddels 'helemaal van doordrongen (...) geraakt dat de natuur helemaal geen compassie met ons heeft.' Voor deze fundamentele 'koude grandeur van de natuur' heeft Brassinga meer ontzag gekregen. Volgens criticus Rob Schouten tracht Brassinga 'via haar eigenaardige taal buiten zichzelf te treden' en vloeien in haar werk 'taalspel en wijsgerigheid in elkaar over'.
Brassinga houdt er geen vastomlijnd wereldbeeld op na: 'Misschien heb ik wel een bewonderend wereldbeeld. Of misschien is mijn wereldbeeld dat alles nooit af is.'  In plaats daarvan ontleent Brassinga haar houvast aan 'mijn eigen hersens en aan de ontzettende drift waarmee de mensheid vanaf het begin der tijden de wereld heeft gereproduceerd in tekst, muziek, afbeeldingen.'
Haar poëzie is vrij van maatschappelijk engagement, want de auteur heeft 'geen bevolkingsgroep om achter te gaan staan. Ik heb het al moeilijk genoeg om mijn eigen bestaansrecht te voelen.' Hooguit kan haar poëzie gezien worden als een protest 'tegen de lamentabele positie van de mensen in het heelal, die geboren worden in een wereld waar ze niet op voorbereid zijn, waar allerlei verhoudingen al vast liggen.'

## Poëticale opvattingen
Aan Brassinga's dichterschap ligt volgens Heynders een paradox ten grondslag. Dichten is bij haar niet enkel een bewust maakproces, maar kent ook een spontaan element van 'laten gebeuren en waarnemen.' Het is niet nodig dat de dichter haar stem verheft; het volstaat om 'stem te zijn en te horen', aldus het 'poëticale pleidooi' van het gedicht Het obscure. Heynders meent dat er 'een poëticale betekenis op te maken is' uit het gedicht 'Schrenslompen. Hierin staat: 'een niet bestaand woord is het beste woord'. Toch is van geheimtaal of een hermetische lyriek geen sprake, het is 'zo helder als wat.'
Brassinga gaat niet volgens een vaste methode te werk. 'Dichten is een spel,' zo vertrouwde ze dagblad De Telegraaf toe, 'waarbij je je eigen regels maakt en invallen en gedachtensprongen in jezelf kunt losmaken waar je op een andere manier niet zo snel op komt.' Desondanks bestaan er enige spelregels, welke Marjoleine de Vos uit haar mond optekende: 'Een gedicht moet een kernzin hebben' en 'Ik heb een soort regel dat een regel op eigen benen moet staan, los moet kunnen worden gelezen'. Daarnaast streeft Brassinga naar een zekere beknoptheid: 'Al schrijvend lees ik het hardop en schrap dan zoveel mogelijk overbodige woorden omdat een gedicht volgens mij altijd wint bij korte, krachtige taal.'
Het wereldbeeld van de principiële onvoltooidheid der dingen blijkt ook uit de gewoonte van de auteur om gedichten na publicatie te blijven verbeteren, want '[w]aarom zou iets ooit af zijn? Je bent zelf toch ook niet af?' Bij het hernemen van gepubliceerde gedichten spelen publieke optredens een rol: 'Vaak bij het lezen voor publiek schiet me ineens een verbetering te binnen.'
De poëzie die vanaf 1998 verschijnt, onderstreept het credo uit Bloeiend puin: 'Ik ben niet zo'n liefhebber van poëzie als literaire vorm en nog veel minder van poëzie als een vorm van allerindividueelste expressie van de overbekendste emotie.' De constante in haar literatuuropvatting is dat literatuur moet raken aan het schone en dit behelst zowel de samenhang als het onvermijdelijk uit elkaar vallen van alles.
Tegenover fotograaf Freddy Rikken heeft Brassinga verwoord 'waarom ik schrijf: het dringende gevoel iets te moeten uithakken, zonder te weten waar ik aan begin.'

## Literair-historische positie
Brassinga ziet zichzelf niet als een postmodernistische auteur. In een vraaggesprek uitte zij als bezwaar tegen deze stroming het 'voortdurend maar in de tekst laten blijken dat het heel erg fictioneel is.' Met name de 'voorlopigheid' van het postmodernisme staat haar tegen. 'Zo van: dit is een mogelijke manier van formuleren. Ik geloof niet dat ik daar zo voor in ben.' Brassinga is die postmoderne vrijblijvendheid een doorn in het oog: 'Als ik een gedicht schrijf, dan wil ik eigenlijk toch niet dat het op die manier alleen maar een taalspel is.' Eerder beschouwt zij zichzelf 'als een surrealistisch anarchist. Ik denk dat de surrealisten ook dingen opschreven en zich dan pas afvroegen: wat zou dit allemaal kunnen betekenen? Dat vind ik leukere begrippen dan postmodernisme.'
Zag Michaël Zeeman in haar debuut nog voorzichtig overeenkomsten met de Vijftigers Gerrit Kouwenaar en 'heel vaag' met Hugo Claus, bijna twintig jaar is het referentiekader veranderd. Literatuurhistoricus Hugo Brems categoriseert de poëzie van Brassinga in de buurt van het postmodernisme, maar niet postmodernistisch zonder meer, omdat het werk ook te lezen is 'als manifestaties van een veeleer modernistisch te noemen ervaring van een verbrokkelde werkelijkheid'. Aldus ingedeeld vertoont het werk van Brassinga verwantschap met onder meer Tonnus Oosterhoff, Erik Spinoy, K. Michel en Arjen Duinker. Oosterhoff is een constante vergelijkingsfactor. Ook volgens Rob Schouten is er 'een poëticale lijn te trekken van Lucebert via Ter Balkt naar dichters als Anneke Brassinga en Tonnus Oosterhoff'.
Wat betreft het proza ziet Brems verwantschap met de essaybundels van Charlotte Mutsaers en ook wel Atte Jongstra, waarin het onderscheid tussen prozagenres er niet toe doet omdat juist het op elkaar inwerken van genres essentieel is. Van dit samenspel geeft Heynders een voorbeeld uit Hartsvanger, waarin het verslag van een reis door India 'past op' een uiteenzetting over de Britse auteur E.M. Forster (van wie Brassinga A Passage to India vertaalde) 'en daarin staan weer 'treffende poëticale uitspraken.' In het motief van schrijven over en in de natuur ziet Heynders 'een cultuurbeeld dat wortels heeft in de romantische traditie.'

### Poëzie
- Aurora (1987)
- Landgoed (1989)
- Thule (1991)
- Zeemeeuw in boomvork (1994)
- Huisraad (1998)
- Verschiet (2001)
- Timiditeiten (2003) (met foto's van Freddy Rikken, Anna Bijnsprijs 2005)
- Wachtwoorden. Verzamelde herziene gedichten, 1987-2003. 350 p. Met cd (2005)
  - Wachtwoorden. Verzamelde herziene gedichten, 1987-2015. (2015)
- IJsgang (2006)
- Ontij (2010)
- Het wederkerige (2014)
- Verborgen tuinen (2019)

### Proza
- Hartsvanger (1993) - proza
- Hapschaar (1998, 2018) - verhalen
- Het zere been (2002) - essays en diverse
- Tussen vijf en twaalf (2005) - brieven (met Freddy Rikken)
- Bloeiend puin (2008) - essays
- met anderen: Het zere been: essays & diversen (2015)
- Grondstoffen (2015) - essays

## Prijzen
- 1985: Trevanian-poëzieprijs voor haar gedichten
- 1990: Herman Gorterprijs voor de dichtbundel Landgoed
- 2001: Paul Snoekprijs voor de dichtbundel Huisraad
- 2001: ECI-prijs voor Schrijvers van Nu voor de verhalenbundel Hapschaar
- 2002: Ida Gerhardt Poëzieprijs voor de dichtbundel Verschiet
- 2002: VSB Poëzieprijs voor de dichtbundel Verschiet
- 2005: Anna Bijns Prijs voor de dichtbundel Timiditeiten
- 2006: Publieksprijs voor de beste gedichtenbundel  voor de bundel IJsgang
- 2008: Constantijn Huygensprijs voor haar hele oeuvre
- 2015: P.C. Hooft-prijs voor haar hele poëzie-oeuvre[57]